# Opius kaindeanus
Opius kaindeanus är en stekelart som beskrevs av Fischer 1990. Opius kaindeanus ingår i släktet Opius och familjen bracksteklar. Inga underarter finns listade i Catalogue of Life.